# 1998 FO11
1998 FO11 är en asteroid i huvudbältet som upptäcktes den 22 mars 1998 av de båda japanska astronomerna Takeshi Urata och Yoshisada Shimizu vid Nachi-Katsuura-observatoriet.
Asteroiden har en diameter på ungefär 13 kilometer.